# 竇蒙
竇蒙（?—?），字子全，始平人。唐代書法家。竇臮之兄。肅宗時期，官至國子司業，兼太原縣令。竇臮撰有《述書賦》二卷，綜論歷代書家，起自上古，終於竇蒙及劉秦之妹。撰有窦暨《述書賦》的注和其語例字格。